# Amazontandgärdsmyg
Amazontandgärdsmyg (Odontorchilus cinereus) är en fågel i familjen gärdsmygar inom ordningen tättingar.

## Utseende och läten
Amazontandgärdsmygen är en 12 cm lång medlem av familjen med lång stjärt som den ofta håller rest. På huvudet syns ljust gråbrun hjässa, ett svagt och tunt vitt ögonbrunsstreck och vitstreckade grå örontäckare. Ovansidan är mellangrå, stjärten ljusgrå med sex svarta tvärband. Undersidan är vit. Den liknar bergtandgärdsmygen som den tidigare behandlades som en del av, men denna är mörkare och kraftigare streckad på hjässan och i ansiktet och har vanligtvis fler tvärband på stjärten. Sången består av serier med högljudda toner på samma tonhöjd, långsammare och mer åtskilda än bergtandgärdsmygen. Lätet är ett ljust "swee".

## Utbredning och status
Fågeln förekommer i låglänta områden i Amazonområdet söder om Amazonasfloden i Brasilien och östra Bolivia. Den behandlas som monotypisk, det vill säga att den inte delas in i några underarter.

## Status och hot
Arten har ett stort utbredningsområde, men tros minska i antal, dock inte tillräckligt kraftigt för att den ska betraktas som hotad. Internationella naturvårdsunionen IUCN listar arten som nära hotad (LC).